# Martinique Challenger 1988
Il Martinique Challenger 1988 è stato un torneo di tennis facente parte della categoria ATP Challenger Series nell'ambito dell'ATP Challenger Series 1988. Il torneo si è giocato in Martinica dal 21 al 27 marzo 1988 su campi in cemento.

## Vincitori

### Singolare
Patrick Baur ha battuto in finale  Tom Nijssen con il punteggio di 6–4, 7–5

### Doppio
Pieter Aldrich /  Diego Nargiso hanno battuto in finale  Todd Nelson /  Roger Smith con il punteggio di 7–5, 4–6, 6–4